# گرین بروک (نیوجرسی)
گرین بروک (به انگلیسی: Green Brook Township) شهری در ایالت نیوجرسی کشور ایالات متحده آمریکا است که جمعیت آن در سرشماری سال ۲۰۱۰ میلادی، ۷٬۲۰۳ نفر بوده‌است.